# Vila Real de Santo António

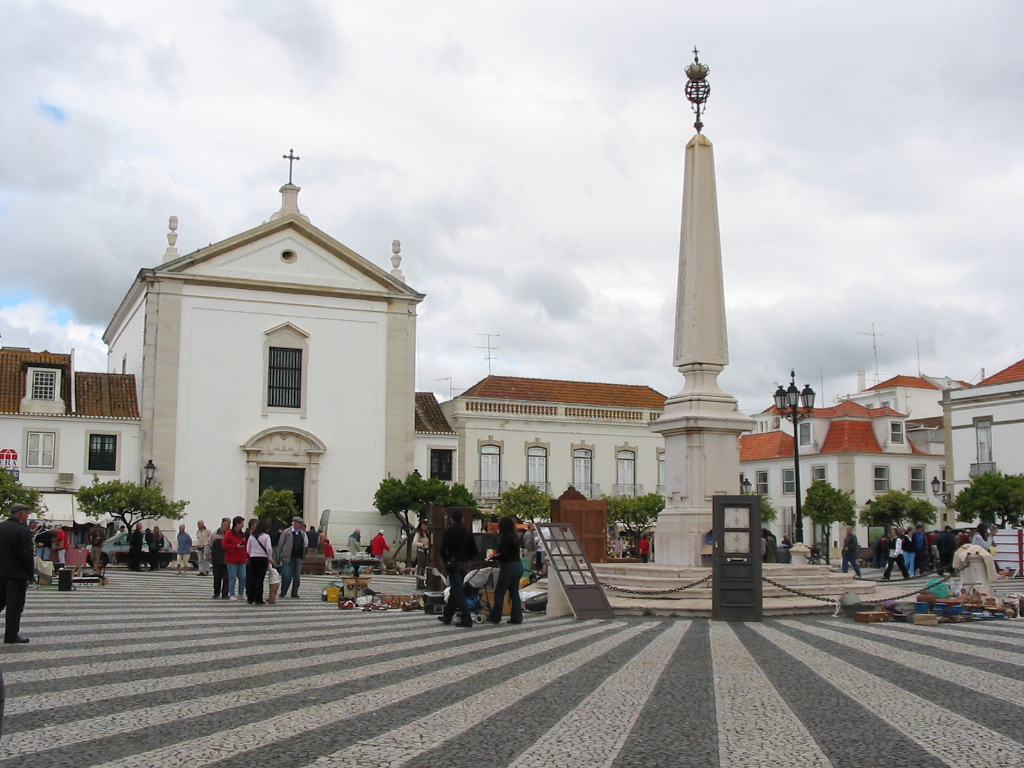
Rynek Vila Real de Santo António

Vila Real de Santo António – miejscowość w Portugalii, leżąca w dystrykcie Faro, w regionie Algarve w podregionie Algarve. Miejscowość jest siedzibą gminy o tej samej nazwie. 

## Krótki opis
Miasto założono po trzęsieniu ziemi w Lizbonie w 1755, a znacznie rozbudowano w 1774, używając tych samych technik architektonicznych i konstrukcyjnych co przy odbudowie Lizbony po katastrofie. Vila Real de Santo António leży nad brzegiem stanowiącej granicę z Hiszpanią rzeki Gwadiana, czynne jest połączenie promowe z leżącym po stronie hiszpańskiej miastem Ayamonte. Jest to najdalej wysunięte na południowy wschód miasto Portugalii. 

## Znane osoby
W miejscowości zmarła w 2009 Kamila Skolimowska, polska lekkoatletka uprawiająca rzut młotem, mistrzyni olimpijska.

## Demografia
| Liczba ludności gminy Vila Real de Santo António (1801–2011) | Liczba ludności gminy Vila Real de Santo António (1801–2011) | Liczba ludności gminy Vila Real de Santo António (1801–2011) | Liczba ludności gminy Vila Real de Santo António (1801–2011) | Liczba ludności gminy Vila Real de Santo António (1801–2011) | Liczba ludności gminy Vila Real de Santo António (1801–2011) | Liczba ludności gminy Vila Real de Santo António (1801–2011) | Liczba ludności gminy Vila Real de Santo António (1801–2011) | Liczba ludności gminy Vila Real de Santo António (1801–2011) | Liczba ludności gminy Vila Real de Santo António (1801–2011) |
| ------------------------------------------------------------ | ------------------------------------------------------------ | ------------------------------------------------------------ | ------------------------------------------------------------ | ------------------------------------------------------------ | ------------------------------------------------------------ | ------------------------------------------------------------ | ------------------------------------------------------------ | ------------------------------------------------------------ | ------------------------------------------------------------ |
| 1801                                                         | 1849                                                         | 1900                                                         | 1930                                                         | 1960                                                         | 1981                                                         | 1991                                                         | 2001                                                         | 2004                                                         | 2011                                                         |
| 2 112                                                        | 3 953                                                        | 9 817                                                        | 12 313                                                       | 14 999                                                       | 16 347                                                       | 14 400                                                       | 17 956                                                       | 18 158                                                       | 19 156                                                       |

## Sołectwa
Sołectwa gminy Vila Real de Santo António:
- Monte Gordo - 3308 osób
- Vila Nova de Cacela - 3902 osoby
- Vila Real de Santo António - 11 946 osób